# Сграда на Градската библиотека „Братя Миладинови“ (Скопие)
Сградата на Градската библиотека „Братя Миладинови“ (на македонска литературна норма: Зграда на Градската библиотека „Браќа Миладиновци“) е библиотечна сграда в град Скопие, Република Македония. Обявена е за паметник на културата.

## Описание
Сградата е изградена в 1973 година, специално за Градската библиотека „Братя Миладинови“. Разположена е в Дебър маало на булевард „Партизански отреди“ № 22. Дело е на архитект Прохирия Хаджикостова-Пешич. Проектирана е специално за библиотека и е една от най-функционалните в Република Македония. Състои се от мазе, приземие и два етажа. Площта ѝ е около 4500 m2 и има депа и книговезница в мазето, зала за промоции и изложби на приземния етаж и много модерни отдели и читални на етажите.